# Rödögd dunrygg
Rödögd dunrygg (Dryoscopus senegalensis) är en fågel i familjen busktörnskator inom ordningen tättingar.

## Utbredning och systematik
Fågeln förekommer i låglandsområden från Senegal och Gambia till sydöstra Kongo-Kinshasa, norra Angola och Uganda. Den behandlas som monotypisk, det vill säga att den inte delas in i några underarter.

## Status
IUCN kategoriserar arten som livskraftig.